# Cherry (luchadora)
Kara Elizabeth Drew (Morristown, Nueva Jersey; 15 de julio de 1975) es una luchadora profesional estadounidense y bailarina. Actualmente haces sus apariciones en el circuito independiente bajo el nombre de Cherry. más conocida por su paso por la World Wrestling Entertainment en la marca de SmackDown bajo el nombre de Cherry.

## Carrera

### Inicios (1999-2005)
Drew comenzó en el negocio de la lucha libre profesional en enero de 1999 como mánager en la IWF. También empezó a entrenar para llegar a ser una luchadora todo ese tiempo con Gino Caruso en la ECPW y trabajó como mánager y luchadora ocasional en varias federaciones de la costa este. En 2003, empezó a trabajar como luchadora principalmente. Estuvo trabajando en circuitos independientes hasta septiembre del 2005. Ese año, se fue a la Ohio Valley Wrestling (OVW) en Louisville, Kentucky, firmando un contrato de desarrollo con la World Wrestling Entertainment en el 2006.

### World Wrestling Entertainment (2005-2008)

#### Ohio Valley Wrestling (2005-2007)
Drew hizo su debut como Cherry Pie, la mánager de The Throwbacks (Deuce y Domino) en la Ohio Valley Wrestling. Formó parte de sus gimmicks de la década de los 50, llevando una falda corta y unos patines y masticando chicle la mayoría de las veces. A mediados del 2006, desapareció el "Pie" de su nombre, acortándolo a "Cherry". A finales de ese año, Shawn Spears y Cody Runnels derrotaron a The Throwbacks en una pelea por equipos y ganaron los servicios de Cherry como mánager. Cherry acompañó a Spears y Runnels al ring, traicionándolos cuando ayudó a ganar a Deuce 'N Domino el Campeonato Sureño por Parejas de la OVW.

#### SmackDown! (2007-2008)
Cherry hizo su debut en la WWE el 19 de enero de 2007 en Smackdown! dirigiendo a Deuce 'N Domino aunque rara vez era físicamente que participan en sus luchas. El 20 de abril, Cherry estaba en la esquina cuando ellos ganaron los Campeonatos en Parejas de la WWE.
El 7 de marzo del 2008, Cherry compitió en un concuerso de bikinis, contra Maryse, Victoria, Eve Torres y Michelle McCool. El 28 de marzo Cherry se volvió Face haciendo equipo con Michelle McCool derrotando a Victoria y Maryse luego que Michelle McCool le aplicara su finisher Wings of Love a Victoria. Luego luchó individualmente contra Victoria, derrotándola con un "rollup" después de una distracción de Michelle McCool el 18 de abril. El 27 de abril, Cherry hizo su debut en el PPV Backlash, donde luchó en una pelea de 6 contra 6 de divas, estando en el equipo con Mickie James, Maria, Ashley, Michelle McCool y Kelly Kelly, perdiendo frente a Beth Phoenix, Melina, Jillian Hall, Layla, Natalya y Victoria luego que aplicara Beth Phoenix su finisher Fisherman Suplex a Ashley Massaro. Luego, en un vídeo emitido por WWE.com, se vio como Deuce N Domino la cambiaban por Maryse al no tener nada que hacer con ellos. El 15 de mayo Cherry luchó contra su enemiga Maryse a la cual derrotó sin mucha dificultad, Domino subió corriendo al ring a ayudar a Maryse, mientras que Deuce se quedó fuera de este, viendo como Cherry se alejaba hacia la zona de vestuarios. 
En el curso de las siguientes semanas, Natalya continuó derrotando a Cherry, incluido un combato durante la boda de Vickie Guerrero. El mismo se dio luego de que atrapará el ramo de flores de Guererro, y Cherry obtuviera la oportunidad de enfrentarse a esta última en una lucha, pero antes tendría que enfrentarse a Natalya, quien la derrotó con el rápidamente. Luego de su derrota, Guererro inmediatamente pidió que diera inició su encuentro contra ella, por lo que enseguida le aplicó el pinfall para obtener la victoria. El 15 de agosto de 2008, Cherry fue liberada de su contrato con WWE.

### Regreso al circuito independiente (2008-presente)
Tras su despido de World Wrestling Entertainment, Drew regresó al circuito independiente. Comenzó a luchar con Northeast Wrestling bajo el nombre de Cherry Pie. El 18 de octubre de 2008, formó equipo con Jerry Lawler y derrotó a Romeo Roselli y Velvet Sky en una lucha por equipos mixtos. Su último combate fue una victoria sobre Miss April, quien posteriormente se convertiría en AJ Lee en la WWE, en Wrestling National Superstars en Red Bank, Nueva Jersey. 
Trece años después de su separación, Drew, junto con Treiber y Reiher, han reformado el stable de Deuce 'N Domino y ahora aceptan contratos en el circuito independiente.

## Campeonatos y logros
- Jersey Championship Wrestling

- JCW Women's Championship (1 vez)

- Pro Wrestling Illustrated
  - Situada en el Nº27 en los PWI Female 50 en 2008.[16]